# Gobius kolombatovici
 Gobius kolombatovici és una espècie de peix de la família dels gòbids i de l'ordre dels perciformes.

## Morfologia
Els mascles poden assolir els 9,2 cm de longitud total.

## Distribució geogràfica
Es troba al nord de la mar Adriàtica.